# Frederico Almeida Santos da Costa
Frederico Almeida Santos da Costa (* 1. April 1930 in Dili, Portugiesisch-Timor; † 21. November 2020 in Dili, Osttimor), auch Frederico Almeida Santos Costa, war ein osttimoresischer ehemaliger Rebell und Politiker.

## Werdegang
Costa war Angestellter der Kolonialverwaltung in Dili. Als Beteiligter an der Viqueque-Rebellion wurde er 1959 verhaftet und bis 1964 ins Exil nach Angola verbannt.
1974 gehörte Costa zu den Gründern der APODETI, in deren Reihen sich auch andere Rebellen von 1959 wiederfanden. Die von Indonesien finanzierte Partei strebte einen Anschluss der Kolonie an den Nachbarstaat an.
In den Wirren des Bürgerkriegs von 1975 war Costa der Kommandant des Landungsbootes Loes, mit dem am 27. August der letzte portugiesische Gouverneur Mário Lemos Pires auf die Insel Atauro übersetzte, um den Kämpfen in Dili zu entgehen. Später geriet Costa in Gefangenschaft der FRETILIN und wurde ab dem 20. Oktober im Gefängnis Comarca eingesperrt. Als am 7. Dezember die Indonesier in Dili landeten, gelang es Costa und den anderen Gefangenen sich zu befreien. Während der Besatzungszeit arbeitete Costa beim indonesischen Zoll. Beim Santa-Cruz-Massaker, das einer Demonstration gegen die indonesische Besatzung folgte, kamen zwei Söhne Costas ums Leben, beziehungsweise verschwanden spurlos. Costa rasierte sich seitdem nicht mehr und schnitt sich auch nicht mehr die Haare.
Im Ruhestand wurde Costa zum letzten Präsidenten der APODETI. Er vertrat auch die Partei ab 1998 im Conselho Nacional de Resistência Timorense (CNRT), dem Dachverband aller osttimoresischen Parteien. Die APODETI unterstützte im Referendum 1999 die Autonomielösung Osttimors innerhalb Indonesiens, doch die Mehrheit der Wähler sprach sich klar für die völlige Unabhängigkeit aus. Bei der Wahl zur verfassunggebenden Versammlung Osttimors 2001 führte Costa die Liste der APODETI an. Die Partei erhielt aber nur 0,60 % der Stimmen und somit keinen Sitz in der Versammlung. Costa leitete nach dem Referendum eine Wechsel der Politik der APODETI ein. Die APODETI unterstützte nun die nationale Einheit, die Unabhängigkeit und Souveränität Osttimors, Gewaltlosigkeit und die Verteidigung von Demokratie, Toleranz und der sozio-kulturellen Werte des osttimoresischen Volkes. Später löste sich die APODETI auf.
Costa war einer der Gründer und Präsident der Kristal Foundation, einer der größten christlichen Bildungsinstitutionen in Osttimor. Sie betreibt mehrere Schulen und die Universität Instituto Superior Cristal (ISC).
Costa verstarb 2020 im Hospital Nacional Guido Valadares (HNGV).